# Az Ungvári járás települései
Az Ungvári járás Kárpátalja egyik közigazgatási egysége. A járásban 1 városi jellegű település és 64 falu található.

## Települései

### Városi jellegű település
- Szerednye (Середнє)

### Községek
| - Alsószlatina (Нижнє Солотвино) - Andrásháza (Андріївка) - Antalóc (Анталовці) - Árok (Ярок) - Bacsó (Чабанівка) - Baranya (Баранинці) - Bátfa (Батфа) - Börvinges (Барвінок) - Botfalva (Ботфалва) - Cigányos (Циганівці) - Csarondahát (Червоне) - Császlóc (Часлівці) - Dimicső (Демечі) - Eszeny (Есень) - Felsődomonya (Оноківці) - Felsőszlatina (Верхня Солотвина) - Gálocs (Галоч) - Hegyfark (Підгорб) - Horlyó (Худльово) - Kereknye (Коритняни) - Ketergény (Розівка) | - Kincses (Кінчеш) - Kincseshomok (Холмок) - Kisdobrony (Мала Добронь) - Kiseszeny (Петрівка) - Kisgejőc (Малі Геївці) - Kisszelmenc (Малі Селменці) - Kistéglás (Тийглаш) - Köblér (Кибляри) - Koncháza (Концово) - Korláthelmec (Холмець) - Lehóc (Ляхівці) - Mélyút (Глибоке) - Minaj (Минай) - Nagydobrony (Велика Добронь) - Nagygajdos (Гайдош) - Nagygejőc (Великі Геївці) - Nagyláz (Великі Лази) - Nevicke (Невицьке) - Ókemence (Кам'яниця) - Őrdarma (Сторожниця) - Oroszgejőc (Руські Геївці) - Oroszkomoróc (Руські Комарівці) | - Palágykomoróc (Паладь-Комарівці) - Palló (Палло) - Patakos (Пацканьово) - Rahonca (Оріховиця) - Rát (Ратівці) - Sislóc (Шишлівці) - Szalóka (Соловка) - Sztrippa (Стрипа) - Szürte (Сюрте) - Tiszaágtelek (Тисаагтелек) - Tiszaásvány (Тисаашвань) - Tiszasalamon (Соломоново) - Tiszaújfalu (Тисауйфалу) - Ungcsertész (Чертеж) - Unggesztenyés (Лінці) - Unghosszúmező (Довге Поле) - Unghuta (Гута) - Ungordas (Вовкове) - Ungsasfalva (Ірлява) - Ungtarnóc (Тарнівці) - Ungtölgyes (Дубрівка) |